# Station Sadlinki
Station Sadlinki is een spoorwegstation in de Poolse plaats Sadlinki.